# Risoluzioni della Virginia
Le Risoluzioni della Virginia furono una serie di risoluzioni adottate il 29 maggio 1765 dalla Virginia House of Burgesses in risposta allo Stamp Act del 1765. Questo atto imponeva una tassa sulle colonie britanniche in America del Nord, richiedendo che il materiale fosse stampato su carta fabbricata a Londra, recante un timbro fiscale rilevato. L'atto era stato promulgato dal Parlamento britannico per contribuire al pagamento di parte del debito derivante dalle sue varie guerre, tra cui la guerra franco-indiana combattuta in parte per proteggere le colonie americane.
Le risoluzioni sostenevano che, in conformità con la consolidata legge britannica, la Virginia era soggetta alla tassazione solo da parte di un'assemblea parlamentare alla quale i Virginiani stessi eleggevano i rappresentanti. Dal momento che nessun rappresentante coloniale era eletto al Parlamento, l'unico organo legalmente autorizzato a riscuotere tasse sarebbe stato la Virginia General Assembly.
Altrettanto indignate, le legislazioni di altre nove colonie inviarono successivamente i propri delegati al Congresso dello Stamp Act a New York (9-25 ottobre 1765) per ideare una protesta unificata contro la tassa. La Virginia non fu rappresentata all'incontro per volere del Governatore ad interim della Virginia, Francis Fauquier.